# Слонов, Юрий Михайлович
Юрий Михайлович Слонов (14 июля 1906, Москва — 19 ноября 1981, там же) — советский композитор-песенник. Заслуженный деятель искусств РСФСР (1977).

## Биография
Родился 14 июля 1906 года в Москве.
В 1936 году окончил Московскую консерваторию по классу композиции А. Н. Александрова.
В 1925—1930 годах — киноиллюстратор в клубе имени Профинтерна (Москва).
В 1930—1940 годах — заведующий музыкальной частью ТЮЗа (Москва).
В 1937 году сочинил музыку к мультфильму «Котофей Котофеевич».
Первые музыкальные произведения Ю. М. Слонова написаны главным образом в жанре лёгкой танцевальной музыки — фокстроты, танго, вальсы и др. (издавались в 1926—1930 годах под псевдонимом «Юрий Грин»).
Участник Великой Отечественной войны. В самом начале войны Юрий Ю. М. Слонов в числе других московских композиторов добровольно вступил в ряды Военно-Морского Флота и прослужил всю войну на Черноморском Флоте, имел звание техника-интенданта первого ранга (1943).
Им написан ряд песен на морскую тематику, например: «У моря» (сл. А. Жарова), чему особенно способствовала его командировка в 1941 году вместе со своим другом Борисом Мокроусовым на Черноморский флот, где они участвовали в обороне Севастополя. «Шумит волна, звенит струна» на слова В. Малкова,  ставшая народной и застольной. 
Известны и другие его песни, среди которых интересна история песни «Медсестра Анюта» (сл. М. Французова, 1942). 
Из танцевальной музыки в послевоенное время были популярны его романтические танго «Звездный свет» и «Я жду тебя», вальс «Весенний вечер».
Ю. М. Слонов автор около 500 песен и музыкальных произведений. Его песни исполняли известные певцы и певицы Советского Союза (Л. Зыкина,  В. Бунчиков, Ружена Сикора, Георг Отс и др.).
Умер 19 ноября 1981 года в Москве. Похоронен на Ваганьковском кладбище (3 уч.).

### Семья
- Прадед — Иван Васильевич Слонов, крестьянин с. Непецино[7].
- Дед — Аким (Иоаким) Иванович Слонов (р. 1848).
- Бабушка — Анна Ивановна Слонова, урожд. Яковлева (р. 1849), родом из Орловской губернии, служила смотрителем в Народном доме Харькова.
- Отец — Михаил Акимович Слонов (1869—1930), русский певец, композитор и педагог.
- Мать — Анна Тимофеевна Слонова, урожд. Соловьёва (ум. 1923), стенографистка.
- Супруга — Татьяна Александровна Слонова, урожд. Кутузова.

## Сочинения
- Волжанка (сл. А. Пришельца, 1946 / исп. Людмила Зыкина)
- Шумит волна, звенит струна (сл. В. Малкова, 1957 / исп. Иван Букреев, КрАППСА)
- Идут матросы в океан (сл. Н. Флерова, 1970 / исп. Анатолий Моксяков)
- Вдали от родимой земли (сл. В. Малкова, 1949 / исп. Владимир Бунчиков)
- И поет бывалый боцман (исп. Сергей Яковенко, Андрей Соколов)
- Звездный свет (исп. Ружена Сикора)
- Приморский вальс (исп. Антонина Клещёва)
- Я жду тебя (исп. Ружена Сикора)
- Пришла зима (сл. О. Высотской, 1952)
- Праздничный вальс (сл. В. Малкова, 1956)

## Награды
- Орден Красной Звезды (1943) — за самоотверженную работу на флоте в годы войны.